# محمد رشاد البيتي
محمد رشاد البيتي (1344 - 1438 هـ) قاضي يمني وفقيه شافعي وعالم في قواعد النحو. تولى القضاء بوادي حجر وبعض البلدان المجاورة في حضرموت لأكثر من ست عشرة سنة، وقام بواجب الدعوة إلى الله في بلدة محمدة.

## نسبه
محمد رشاد بن أحمد بن عبد الرحمن بن شيخ بن عبد الرحمن بن شيخ بن عبد الرحمن بن محمد بن شيخ بن عبد الرحمن بن شيخ بن إسماعيل بن أبي بكر البيتي بن إبراهيم بن عبد الرحمن السقاف بن محمد مولى الدويلة بن علي بن علوي الغيور بن الفقيه المقدم محمد بن علي بن محمد صاحب مرباط بن علي خالع قسم بن علوي بن محمد بن علوي بن عبيد الله بن أحمد المهاجر بن عيسى بن محمد النقيب بن علي العريضي بن جعفر الصادق بن محمد الباقر بن علي زين العابدين بن الحسين السبط بن علي بن أبي طالب، وعلي زوج فاطمة بنت محمد ﷺ.
فهو الحفيد 34 لرسول الله محمد ﷺ في سلسلة نسبه.

## سيرته
ولد في بلدة كنينة بوادي حجر في حضرموت في العشرين من شهر رمضان سنة 1344 هـ، وانتقل به والده من كنينة إلى بلدة محمدة، وتوفي والده بها عند بلوغه الحادي عشر من عمره، فتولى تربيته عمه شيخ بن عبد الرحمن، الذي أمره وابنه عبد الرحمن بالالتحاق بالسيد صالح بن علي بن حسن البيتي لتعلم القرآن الكريم حتى ختماه عنده، وكان محمد رشاد في سن الثالثة عشرة من عمره.
ثم التحق بالقاضي أحمد الغزالي بن محمد المشهور البيتي، إذ كان يلقي دروساً في المسجد الصغير في محمدة، فدرس عليه «الرسالة الجامعة» لأحمد بن زين الحبشي وحفظها على يديه، ثم درس «سفينة النجاة»، وحفظ بعض «الزبد» لابن رسلان، وقرأ مبادئ في علم النحو. ثم انتقل إلى الشحر، وإلى عمان، ثم عاد إلى كنينة، وشاور أمه في الرحلة إلى تريم لطلب العلم، وفي أثناء هذه المدة وصل إلى كنينة الشيخ محمد بن عوض العمودي إمامًا لمسجد كنينة، فرعاه ذلك الشيخ رعاية خاصة وقرّبه إليه، فقرأ عليه في الفقه عدة كتب؛ كـ«السفينة»، و«نيل الرجاء»، و«متن الغاية والتقريب»، و«زيتونة الإلقاح في أحكام النكاح» للشيخ عبد الله باسودان، ثم قرأ شرحها عليه «فتح الفتاح» للباجوري، ثم قرأ الفرائض بعد أن حفظ منظومة «الرحبية» عليه، وشرحها له شرحاً محققاً، ثم قرأ عليه «شرح سبط المارديني على الرحبية»، ثم قرأ عليه بعض «فتح المعين»، حتى تخرج عليه، وتضلع في فن الفقه، وقيَّد وعلَّق، وله تعليقات وفوائد يذكر أنها موجودة بمحمدة في المعاملات والنكاح ونحوها مما علَّقه من دروس شيخه ومن بحثه. ثم حصل للشيخ محمد العمودي ضيق من أهل البلد، فتوقف عن إلقاء الدروس، وانتقل محمد رشاد من كنينة إلى محمدة بطلب من عمه شيخ بعد وفاة عمه عبد الله.
ولما انتقل إلى بلدة محمدة بأمر من عمه قام بالدعوة إلى الله وتعليم الناس، وألقى دروساً بين المغرب والعشاء في مسجد الجامع، واستمر في تعليم الناس أمور دينهم، خاصة أمور العبادات وتصحيحها للعوام، سنين عديدة. وخرج إلى مدينة تريم، وقبل وصوله تريم زار دوعن، والتقى فيها بالحبيب مصطفى المحظار، وزار الشيخ سعيد بن عيسى العمودي في قيدون، ثم وصل إلى تريم، ومكث في رباط تريم أربعة أشهر، لازم فيها شيخه علوي بن عبد الله بن شهاب، وفي مسجد جده شهاب الدين، وفي مسجد سرور كذلك. واتصل ببقية شيوخ تريم في ذلك الوقت ولازم دروسهم، فأخذ في هذه المدة عن محمد بن سالم بن حفيظ، وعلوي بن طاهر بن عبد الله الحداد مفتي جوهور في تريم وحصلت منه الإجازة والإلباس. ثم تيسرت له زيارة ثانية إلى تريم، وفي رحلته الثانية إليها زار محمد بن هادي السقاف، وأجازه إجازة عامة، وإجازة خاصة في قراءة سورة الكهف يوم الجمعة والصلوات التي وضعها بعد قراءتها.

### توليه القضاء
بعد عودته من زيارته الأولى لتريم إلى بلاده محمدة، اتصل به رئيس المجلس العالي للقضاء الشيخ عبد الله بن عوض بكيّر وطلبه للقضاء، فوافق على ذلك بعد المراجعة وتولى وظيفة القضاء، وأحالوه لدراسة القضاء عند السيد محسن بن جعفر بن علوي بونمي مفتي الساحل لمدة سنتين، قرأ عليه في هاتين السنتين «مجموعة القضاء»، و«فتح المعين» من البيوع، وفي النحو قرأ «المتممة»، وفي الفرائض «الرحبية» و«شرحها»، وقرأ على الشيخ أحمد بن محمد باغوزة «فتح المعين» كاملاً. ثم وضع عند الشيخ علي بامخرمة بغيل باوزير في المحكمة للتدرب على القضاء، ثم تولى المحكمة بعد إحالة الشيخ علي بامخرمة القاضي السابق إلى المعاش، ومكث قاضياً في الغيل أكثر من ستة أشهر.
ولما كانت بلاد حَجْر بن دغَّار مشهورة بالاضطرابات، وتوطن عدة قبائل بها، وجلافة الطبع في أناسها لبداوتهم، فقلّما يمكث فيها قاضٍ، رأى المجلس العالي للقضاء أن من الأنسب أن يتولى محمد رشاد القضاء هناك، فولوه قضاء حَجْر، ومكث في قضائها ست عشرة سنة. وخلال فترة توليه منصب القضاء تعرض إلى إطلاق النار على داره وغير ذلك من الحوادث، وبلغ بذلك المجلس العالي، وبلغت الإدارة الوزير، وأهملت الحكومة الموضوع، فغضب السيد عبد الله محفوظ الحداد، رئيس المجلس العالي للقضاء آنذاك، من تخاذل الحكومة في ذلك الأمر وأمره بإقفال المحكمة. وبعد إقفال المحكمة في حَجْر طلب منه عبد الله محفوظ الحداد البقاء في المكلا، ثم عُين قاضياً في الشحر إبَّان قيام الثورة وسيطرتها على الحكم، ومكث في القضاء هناك أربعة أشهر، اتفق خلالها بالشيخ عبد الكريم الملاحي وبالسيد سالم بن عبد الله بن عبد الرحمن آل الشيخ أبي بكر.

### توطنه بالحجاز
وفي آخر عام 1389 هـ توجه إلى الحرمين الشريفين، وأدى مناسك الحج، وهو أول دخول له إلى الحجاز، وفي هذه المدة اتفق بكثير من العلماء، وأول من اتفق به الحبيب أحمد مشهور الحداد في جدة، وواظب على حضور مجلسه، ثم اتفق ببعض العلماء في مكة منهم: علوي بن عباس المالكي، وحسن بن محمد المشاط، ومحمد أمين كتبي، وكان ذلك بواسطة عبد الله بن محمد الصادق الحبشي. ثم عاد إلى اليمن، ومكث بعد ذلك في القضاء فترة إلى حين اضطربت الأمور بسبب الحكم الاشتراكي، فواجهته هناك أمور سافر على إثرها مرة أخرى إلى الحجاز واستوطنها.

## مؤلفاته
- التقريرات البهية على متن الآجرُّوميَّة.[8]

## وفاته
توفي بمدينة جدة في المملكة العربية السعودية يوم الاثنين في الثاني من شهر محرم عام 1438 هـ عن عمر ناهز 94 سنة، ونقل جثمانه إلى مكة المكرمة ليدفن في مقبرة المعلاة بعد الصلاة عليه في الحرم المكي.